# Bistum Issele-Uku
Das Bistum Issele-Uku (lat.: Dioecesis Isseleukuanus) ist eine in Nigeria gelegene römisch-katholische Diözese mit Sitz in Issele-Uku.

## Geschichte
Das Bistum Issele-Uku wurde am 5. Juli 1973 durch Papst Paul VI. aus Gebietsabtretungen des Bistums Benin City errichtet. Es wurde dem Erzbistum Benin City als Suffraganbistum unterstellt.

## Bischöfe von Issele-Uku
- Anthony Okonkwo Gbuji, 1973–1996, dann Bischof von Enugu
- Emmanuel Otteh, 1996–2003
- Michael Odogwu Elue, seit 2003